# Kissology Volume One: 1974-1977
Kissology Volume One: 1974–1977 è una raccolta di video del gruppo hard rock/glam rock statunitense dei Kiss, pubblicata in DVD il 31 ottobre 2006.
Si tratta di un cofanetto contenente tre DVD all'interno dei quali sono presenti vari filmati di interviste ed esibizioni live del gruppo dal 1974, anno dell'esordio discografico, fino al 1977. Il contenuto del terzo DVD invece varia a seconda del venditore (la versione distribuita per la catena Wal-Mart ad esempio contiene un'esibizione del 1977 a Largo nel Maryland).
Ciascuno dei due DVD principali contiene una easter egg: il primo DVD contiene un filmato di un'esibizione del brano Deuce nel 1973, mentre il secondo un filmato del matrimonio di Ace Frehley nel quale i membri del gruppo compaiono senza trucco.
Il video è stato premiato con un quintuplo disco di platino il 20 gennaio 2007.

## Tracce

### Disco 1
- Long Beach Auditorium, Long Beach (17 febbraio, 1974)

1. Acrobat

- Esibizione al programma In Concert della ABC (registrato il 21 febbraio 1974, e mandato in onda il 29 marzo)

1. Nothin' to Lose
2. Firehouse
3. Black Diamond

- Mike Douglas Show (registrato 29 aprile 1974, mandato in onda il 21 maggio)

1. Intervista a Gene Simmons
2. Firehouse

- Winterland Ballroom, San Francisco (31 gennaio 1975)

1. Deuce
2. Strutter
3. Got to Choose
4. Hotter than Hell
5. Firehouse
6. Watchin' You
7. Nothin' to Lose
8. Parasite
9. 100,000 Years
10. Black Diamond
11. Cold Gin
12. Let Me Go, Rock 'n' Roll[2]

- Esibizione al programma The Midnight Special (1º aprile 1975)

1. She
2. Black Diamond

- Video promozionali dell'album Alive! (1965)

1. C'mon and Love Me
2. Rock and Roll All Nite

- Documentario del 1975
- Cobo Arena, Detroit (26 gennaio 1976)

1. Deuce
2. Strutter
3. C'mon and Love Me
4. Hotter than Hell
5. Firehouse
6. She
7. Parasite
8. Nothin' to Lose
9. 100,000 Years
10. Black Diamond
11. Cold Gin
12. Rock and Roll All Nite
13. Let Me Go, Rock 'n' Roll

- Easter Egg: Esibizione del brano Deuce del 1973

### Disco 2
- Esibizione al programma So it Goes

1. Intervista
2. Black Diamond

- Esibizione al programma The Paul Lynde Halloween Special (registrato il 20 ottobre 1976, mandato in onda il 31 ottobre)

1. Intervista
2. King of the Night Time World

- Budokan Hall, Tokyo, (2 aprile 1977)

1. Detroit Rock City
2. Take Me
3. Let Me Go, Rock 'n' Roll
4. Ladies Room
5. Firehouse
6. Makin' Love
7. I Want You
8. Cold Gin
9. Do You Love Me?
10. Nothin' to Lose
11. God of Thunder
12. Rock & Roll All Nite
13. Shout It Out Loud
14. Beth
15. Black Diamond

- Esibizione al programma Don Kirshner's Rock Concert (28 maggio 1977)

1. Hard Luck Woman
2. Love 'Em And Leave 'Em
3. I Want You

- The Summit, Houston (2 settembre 1977)

1. I Stole Your Love
2. Take Me
3. Ladies Room
4. Firehouse
5. Love Gun
6. Hooligan
7. Makin' Love
8. Christine Sixteen
9. Shock Me
10. I Want You
11. Calling Dr. Love
12. Shout It Out Loud
13. God of Thunder
14. Rock and Roll All Nite
15. Detroit Rock City
16. Beth
17. Black Diamond

- Easter Egg: Matrimonio di Ace Frehley

### Disco 3
Ogni versione del disco è indicata secondo la catena di negozi in cui è distribuito.

### Catena Best Buy
- Cobo Arena, Detroit (25 gennaio 1976)

1. Deuce
2. Strutter
3. C'mon and Love Me
4. Hotter than Hell
5. Firehouse
6. She
7. Ladies in Waiting
8. Nothin' to Lose
9. 100,000 Years
10. Black Diamond

### Altri venditori
Madison Square Garden, New York, (18 febbraio 1977)
1. Detroit Rock City
2. Take Me
3. Let Me Go, Rock 'N Roll
4. Firehouse
5. Nothin' To Lose
6. Shout It Out Loud
7. Black Diamond

### Catena Wal-Mart
Capitol Centre, Largo (20 dicembre 1977)
1. I Stole Your Love
2. Ladies Room
3. Firehouse
4. Love Gun
5. Makin' Love
6. Christine Sixteen
7. I Want You
8. Calling Dr. Love
9. Shout It Out Loud
10. God of Thunder
11. Rock and Roll All Nite
12. Black Diamond

## Formazione
- Gene Simmons - basso, voce
- Paul Stanley - chitarra ritmica, voce
- Peter Criss - batteria, voce
- Ace Frehley - chitarra solista